# Менекей
Менеке́й (грец. Menoikeus) — син фіванського володаря Креонта; ціною життя врятував рідне місто. Провісник Тіресій повідомив, що фіванці відіб'ють ворогів під час походу сімох проти Фів, якщо Креонт принесе в жертву власного сина. Менекей добровільно пожертвував своїм життям. Міф відбиває прадавній звичай приносити в жертву дітей володарів під час небезпеки (міф про Іфігенію й інші).